# Château de Gola Dzierżoniowska
Le château de Gola Dzierżoniowska (à l'origine château de Guhlau, Schloss Guhlau) se situe dans le sud-ouest de la Pologne dans le village de Gola Dzierżoniowska qui appartient à la commune de Niemcza, dépendant du powiat de Dzierżoniów de la voïvodie de Basse-Silésie. Il se trouvait avant 1945 dans la province de Silésie allemande.
Il se situe à environ 4 km au nord-ouest de Niemcza, 18 km à l'est de Dzierżoniów et 47 km au sud de Wrocław.

## Histoire
Le château de Guhlau a été érigé en 1580 par Léonard von Rohnau. Ses fondations reposent sur un roc en granit. Des écrits témoignent de la présence d’une population sédentaire dès les environs de l’an 1000.  
L’édifice d’origine, de style Renaissance, a été agrandi dans les années 1600-1610. 
Il connut toute une série de transformations au début du XVIIIe siècle. Mal entretenu et délabré, une restauration du palais s’est avérée nécessaire entre la fin du XIXe siècle et le début du XXe siècle. 
Malheureusement, le château a été partiellement détruit pendant la Seconde Guerre mondiale. Ses propriétaires, la famille von Prittwitz und Gaffron, ont dû abandonner la propriété qui a été confisquée par l’État polonais, lors des changements de frontières. Ensuite, le château tomba progressivement en ruine. 
Le magnifique parc entourant la propriété a été également dévasté. Heureusement, aujourd’hui, tant le château que le parc sont sous la protection du Ministère de la Culture et du Patrimoine (Pologne). 
Le château de Gola est un lieu particulièrement intéressant car il s’agit d’un des plus anciens et plus grands édifices Renaissance de la région.

## Architecture
Le château de style Renaissance a été édifié sur une colline rocheuse en 1580 par Léonard von Rohnau. Ceci est confirmé par une inscription an Allemand au-dessus de l’entrée principale: "IN GOTTES NAMEN. DEN 23. FEBRVAR ANNO 15 IM ACHZIGSTEN IAR LEONARD VON ROHNAV DES BAUES ANFANG MACHT VND DIES IAR VNDERS DACH VORBARCHT: GOTT SEI DANK" (« Au nom de Dieu, Amen. Le 29 février de l’an 1580 Léonard von Rohnau a entamé la construction et grâce à Dieu l’a couverte d’un toit»). 
Le château  de l’époque médiévale avait un caractère défensif, ce qui est confirmé par son côté ouest escarpé, sa fosse du côté est et ses doubles murs en pierre. 
Le château a été construit d’après une forme carrée avec une cour intérieure. Au milieu de la cour se trouve un tilleul vieux de trois cents ans. Au début du XVIIe siècle, une tour fut rajoutée dans la partie est. Depuis cette époque, la forme de l’édifice n’a plus évolué.   
Le château possède un magnifique portail et des murs à décor sgraffite.

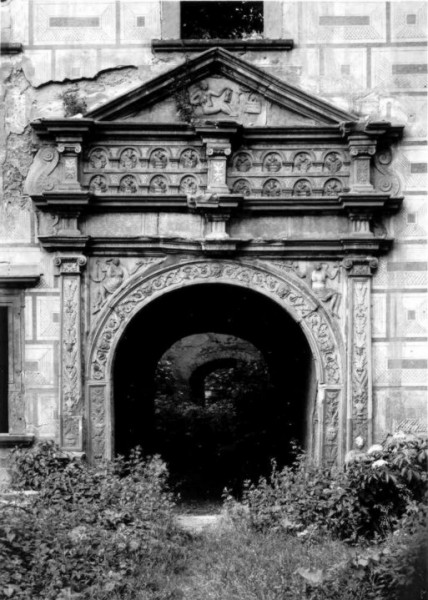
Portail et murs à sgraffite

## Parc
Le parc de Gola se situe au pied du château. D’une superficie de 13 hectares, il contient plus de 1 600 arbres de trente-six essences du monde entier. Le parc est équipé d’un système complexe d’eau. La rivière d’origine irrigue successivement les sept étangs du parc. Au fil des années, la plupart des étangs ont été envahis par la végétation. Il s’en dégage une atmosphère romantique qui combine espaces d’eau et espaces verts. Le paysage environnant est magnifique. 
Le parc abrite une faune et une flore très riche. Des allées de hêtres centenaires nous conduise du château à travers le parc jusqu’au sanctuaire des 7 étangs. 
Le dernier inventaire de la flore du parc de Gola a été effectué au printemps 2001 par une équipe constituée d’Ewa Domaszewska, Artur Barcki et Cédric Gendaj. 
Il contient une liste exhaustive de 1 619 arbres de trente-six espèces différentes. La version complète de cet inventaire est disponible en référence (les noms des espèces représentées est disponible uniquement en polonais et en latin). 

## Reconstruction
À partir de l’an 2000, des travaux intensifs ont commencé avec pour objectif de rendre son aspect initial aux lieux. Les travaux ont bénéficié en 2007-2008 de fonds de type Priorité 1 du programme « Héritage culturelle » du Ministère de la Culture et de l’héritage national (Pologne). 

## Hôtel, Spa & Restaurant
En 2013, un hôtel, spa et restaurant de luxe ouvrent leurs portes: Uroczysko 7 stawów - Sanctuaire des sept étangs. 
|                           |              |
| État dans les années 2000 | État en 2012 |

## Environs
À moins de 20 km
- Arboretum de Wojsławice
- Palais de Kietlin
- Lac de Sieniawka - Plage, nage, beach volley
- Place du Moyen Âge de Niemcza
- Équitation à Bielawa
- Aquapark Aquarius de Bielawa[5]
- Église Saint Jean-Baptiste de Henryków

À moins de 50 km
- Camp de Gross-Rosen[6]
- Châteaux de Basse-Silésie[7]
- Château de Grodno[8], Château de Kamenz à Kamieniec Ząbkowicki, Château de Krzyżowa[9], Château de Krasków[10], Château de Krobielowice[11], Château de Sobótka-Górka
- Château de Książ[12], Ecuries de Książ[13], Palmeraie de Lubiechów[14]
- Cité historique de Kłodzko avec ses maisons des XVe et XVIe siècles, sa forteresse avec 44 km de galeries et le pont Saint-Jean datant de 1390
- Fort de Srebrna Góra
- Station de ski/VTT de Sokolec
- Station thermale de Polanica-Zdrój, Station thermale de Szczawno-Zdrój, Station thermale de Lądek-Zdrój
- Complexes Rzeczka (Walim), Włodarz et Osówka (usines souterraines de la Deuxième Guerre mondiale, projet Riese)[15]
- Randonnées sur les monts Wielka Sowa, Mała Sowa et Ślęża
- Grand place de Świdnica, Église de la Paix de Świdnica (classée au patrimoine mondial de l'UNESCO)
- Club d'escalade GOPR, Wałbrzych, Lądek Zdrój, École d’escalade J. Z. Piotrowiczowie
- Wrocław, Halle du Centenaire (classée au Patrimoine mondial de l'UNESCO), Place du Marché de Wrocław, Aula Leopoldina à l'Université de Wrocław
- Charbonnage de Nowa Ruda[16],